# Булла (Брестская область)
Булла (бел. Була) — деревня в Ивацевичском районе Брестской области Белоруссии. Входит в состав Милейковского сельсовета. Население — 49 человек (2019).

## География
Деревня находится в 12 км к северо-востоку от города Коссово, со всех сторон окружена лесами. В 2 км от Буллы проходит граница с Гродненской областью. Местность принадлежит бассейну Немана, через деревню течёт небольшая река Булянка, приток Гривды. В Булле заканчивается тупиковое шоссе из Коссово.

## Достопримечательности
- Деревянная православная церковь Усекновения главы св. Иоанна Предтечи 1849 года, памятник деревянного зодчества. Церковь включена в Государственный список историко-культурных ценностей Республики Беларусь[2].